# Nactus soniae
Nactus soniae — вимерлий вид геконоподібних ящірок родини геконових (Gekkonidae), що був ендеміком Реюньйону.

## Поширення і екологія
Nactus soniae був описаний у 2008 році за скам'янілими рештками, знайденими на острові Реюньйон в групі Маскаренських островів. Вид названий на честь французької біологині Соні Рібес-Бодемулен.